# Uhljevke
Uhljevke (znanstveno ime Auricularia) so rod gliv iz družine uhljark (Auriculariaceae).

## Seznam uhljevk Slovenije[3]
- bezgova uhljevka (Auricularia auricula-judae)
- sočna uhljevka (Auricularia fuscosuccinea)
- brestova uhljevka (Auricularia mesenterica)